# 西川正純
西川 正純（さいかわ まさずみ、1943年（昭和18年）3月17日 - 2022年（令和4年）9月2日）は、日本の政治家。新潟県柏崎市長（3期）。

## 来歴
新潟県柏崎市出身。1967年慶應義塾大学経済学部卒。柏崎市議会議員、同議長を経て、1992年に市長に当選。3期務める。在任中に東京電力柏崎刈羽原子力発電所で実施が計画されたプルサーマルの事前了解に向けた議論を新潟県と刈羽村と協力して進め、同計画に同意した。その後、2002年に発覚した東京電力による柏崎刈羽原子力発電所のトラブル隠しを巡る対応にあたった。そして、一連のトラブル隠しを受け、不正再発防止に向けた住民組織「地域の会」の発足を主導した。また、1978年7月に北朝鮮に拉致され、24年後の2002年に帰国した蓮池薫と祐木子の支援にあたり、拉致問題の全面解決に向け、政府への働きかけを続けた。2004年に市長を退任。2013年に旭日小綬章を受章。2022年に死去した。このほか柏陽鋼機株式会社専務取締役、代表取締役社長、同会長も務めた。